# Jiří Macoun
Jiří Macoun (* 30. května 1956 České Budějovice) je český spisovatel a ilustrátor.
Je autorem vojenské historické literatury, dětské dobrodružné a komiksů. V nakladatelství Computer Press mu v cyklu Stručná historie vyšly knihy: Slavné střelné a raketové zbraně, České vojenské letectvo, Významné bitvy v Čechách a na Moravě, Tanky a Československé pevnosti. Publikace jsou doporučeny čtenářům základních ale i středních škol.
Dále je autorem dětské dobrodružné literatury: Plus Minus Max, Experiment Max a Faktor Max.